# Personaggi di Syberia

## Personaggi e doppiatori
| Personaggio                       | Voce originale                        | Voce inglese                              | Voce italiana                                         |
| Introdotti in Syberia             | Introdotti in Syberia                 | Introdotti in Syberia                     | Introdotti in Syberia                                 |
| --------------------------------- | ------------------------------------- | ----------------------------------------- | ----------------------------------------------------- |
| Kate Walker                       | Shannon Mann                          | Françoise Cadol                           | Stefania Patruno                                      |
| Hans Voralberg                    | Jackie Berger (da bambino)            | Allan Wenger                              | Giorgio Melazzi Cinzia Massironi (da bambino)         |
| Oscar                             | Hubert Drac                           | James Shuman Kevin T. Collins (Syberia 3) | Luca Sandri                                           |
| Anna Voralberg                    | Claire Guyot                          |                                           | Emanuela Pacotto                                      |
| Momo                              | Emmanuel Garrijo                      |                                           | Luca Bottale                                          |
| Locandiere                        |                                       |                                           | Giorgio Melazzi                                       |
| Dottor Alfolter                   | Michel Barbey                         | Christian Erickson                        | Antonio Paiola                                        |
| Panettiere                        |                                       |                                           | Claudio Moneta                                        |
| Giardiniera                       |                                       |                                           | Cinzia Massironi                                      |
| Vecchietto                        |                                       |                                           | Antonio Paiola                                        |
| Capostazione                      |                                       | Christian Erickson                        | Riccardo Rovatti                                      |
| Barcaioli                         |                                       |                                           | Marco Balzarotti e Donatella Fanfani                  |
| Rettori                           |                                       |                                           | Giorgio Melazzi, Riccardo Lombardo e Marco Balzarotti |
| Cornelius Pons                    |                                       |                                           | Riccardo Rovatti                                      |
| Alexandre Valembois (da Amerzone) | Michel Barbey                         |                                           | Antonio Guidi                                         |
| Studenti                          | Cédric Dumont e Emmanuel Garrijo      |                                           | Claudio Moneta e Luca Bottale                         |
| Capitano Malatesta                | Hubert Drac                           | David Gasman                              | Gianni Gaude                                          |
| Serguei Borodine                  |                                       |                                           | Silvano Piccardi                                      |
| Boris Charov                      | Stephan Godin                         |                                           | Marco Balzarotti                                      |
| Felix Smetana                     | Jean Louis Faure                      |                                           | Riccardo Lombardo                                     |
| Helena Romansky                   | Daniéle Hazan Caroline Daparo (canto) | (originale)                               | Annamaria Mantovani (originale)                       |
| James                             |                                       |                                           | Silvano Piccardi                                      |
| Ospiti dell'hotel                 |                                       |                                           | Riccardo Rovatti                                      |
| Sarah Walker                      | Marie Vincent                         | Jodi Foster                               | Donatella Fanfani                                     |
| Edward Marson                     | Hubert Drac                           | David Gasman                              | Gianni Gaude                                          |
| Dan Foster                        | Cédric Dumont                         |                                           | Claudio Moneta                                        |
| Olivia Parker                     | Céline Monsarrat                      |                                           | Cinzia Massironi                                      |
| Introdotti in Syberia 2           |                                       |                                           |                                                       |
| Colonnello Emeliov                |                                       |                                           | Silvano Piccardi                                      |
| John, socio di Marson             |                                       |                                           | Claudio Moneta                                        |
| Secondo socio di Marson           |                                       |                                           | Luca Sandri                                           |
| Cirkos                            |                                       |                                           | Raffaele Fallica                                      |
| Malka                             |                                       |                                           | Donatella Fanfani                                     |
| Monaco lavandaio                  |                                       |                                           | Claudio Moneta                                        |
| Patriarca                         |                                       |                                           | Antonio Paiola                                        |
| Ivan Burgoff                      |                                       |                                           | Riccardo Rovatti                                      |
| Igor Burgoff                      |                                       |                                           | Marco Balzarotti                                      |
| Nic Cantin                        | Stefan Godin                          |                                           | Marco Balzarotti                                      |
| Ayawaska (la sciamana)            | Laurence Flahaut                      | Samia Mounts                              | Emanuela Pacotto                                      |
| Capo Yukol                        |                                       |                                           | Gianni Gaude                                          |
| Rodolphe Voralberg                |                                       |                                           | Antonio Paiola                                        |
| Jessie, la segretaria di Marson   |                                       |                                           | Cinzia Massironi                                      |
| Introdotti in Syberia 3           |                                       |                                           |                                                       |
| Olga Efimova                      |                                       |                                           | Non disponibile                                       |
| Dottor Zamiantine                 |                                       |                                           | Non disponibile                                       |
| Il Colonnello                     |                                       |                                           | Non disponibile                                       |
| Kurk                              |                                       |                                           | Non disponibile                                       |

## Kate Walker
Kate Walker (New York, 1972) è la giovane e promettente avvocatessa newyorkese, protagonista del gioco. Nel primo capitolo, il suo compito è rintracciare Hans Voralberg; nel secondo, decide di abbandonare una promettente carriera per aiutarlo a trovare Syberia e darsi all'avventura. Ciò le causerà una serie di problemi con le autorità americane, che l'accusano di appropriazione indebita e del presunto omicidio di Hans Voralberg; in più, un gruppo di militari russi si mette sulle sue tracce per i suoi contatti con il popolo Yukol, che ha deciso di seguire e aiutare nel loro lungo viaggio migratorio. La ragazza viene catturata e imprigionata in un vecchio gulag sovietico e costretta ai lavori forzati; resta lì per un anno, finché non riesce a fuggire. Dopo aver appreso della morte di sua madre, e aver ritrovato il dipinto di una ragazza che le assomiglia molto, torna in Europa per indagare su di lei. Kate scopre che la ragazza è la nonna biologica, ma nessuno sembra avere più sue notizie da più di vent'anni. Convinta che non sarà più in grado di rintracciarla, Kate decide di far ritorno negli Stati Uniti per affrontare il processo contro di lei, quando, improvvisamente, intuisce il luogo in cui potrebbe essere sua nonna, e sale su un treno alla sua ricerca.

## Hans Voralberg
Hans Voralberg (Valadiléne, 9 febbraio 1920) è il fratello minore di Anna Voralberg. È un uomo basso e anziano, considerato da tutti "un bambino", date le sue idee (ovvero cercare Syberia e i mammuth abbandonando l'azienda di famiglia). Ha studiato a Barrockstadt, ove ha costruito un enorme muro che la protegge dalle orde provenienti da oriente, ed un chiosco; ha lavorato nella città mineraria di Komkolzgrad, simpatizzandosi i Sovietici, ha riposato ad Aralbad, dove conobbe la cantante lirica Helena Romanski, e lavorato ancora a Romansbourg. Forse è entrato in contatto con gli Youkol e ha fatto ritorno indietro, ad Aralbad per attendere la sorella (in realtà poi arriverà Kate, la quale gli farà firmare i documenti di compravendita della fabbrica Voralberg) e raggiungere insieme Syberia. Nel secondo capitolo diventa vittima, in un primo luogo dell'età (sviene nel Cabaret di Cirkos, vecchio amico, ma drogato dai Bourgoff, ed il Patriarca a cui Kate chiederà aiuto negherà di aiutarlo) e in secondo luogo di Ivan Bourgoff stesso, che lo rapirà. Nel villaggio Youkol, Oscar si sacrificherà per lui, trasformandosi in  un esoscheletro in grado di sostenere il suo fisico ormai provato. Una volta eliminato Ivan, raggiunge finalmente Syberia e sale in groppa ad uno dei mammut, allontanandosi. Cosa ne sarà di lui è ignoto, ma viene più volte citato nel terzo capitolo: si viene a sapere che Hans ha lavorato a Valsembor con Simon Steiner e ha realizzato vari automi (dello stesso modello di Oscar), che avrebbero dovuto essere utilizzati a Baranour per salvare dalle radiazioni la popolazione. In più, Kate viene a sapere da Cantin che le autorità di polizia considerano Hans morto, ucciso dalla stessa Kate, per appropriarsi dei documenti di compravendita della fabbrica Voralberg.
In Syberia: The World Before, si scopre che Hans ha lavorato a Vaghen ed è colui che ha inventato la piazza musicale della cittadina.

## Oscar
Oscar è il simpatico automa, amico di Kate e pilota della locomotiva. Il suo cuore venne creato nel 1932 da Hans, mentre il resto del suo corpo venne fatto costruire da sua sorella Anna intorno al 2000. Kate lo incontrò nella Fabbrica Voralberg, già pronto, ma privo di piedi. Kate, parlando con lui, capisce che è una risorsa essenziale per il ritrovamento di Hans Voralberg, dato che è l'unico in grado di guidare il treno che la condurrà da Hans, quindi, si fa dare istruzioni da lui per fabbricare i piedi. 
Oscar rispetta sempre le regole: infatti, prima di partire per Barrockstad, chiede a Kate il biglietto e il visto per partire e, se non lo si è ancora fatto, di rimettere a posto i due cilindri meccanici, gli automi del carillon e la bambolina mammut: se non lo si fa, Oscar non partirà. A Barrockstad, richiede sempre il visto per oltrepassare il muro e il biglietto (questo fa innervosire Kate, la quale lo minaccia di denunciarlo per intralcio alla giustizia dato che si sta occupando di un'importante questione ereditiera). A Komkolzgrad, gli vengono "rubate" le mani da un misterioso uomo che in seguito si rivelerà Sergueï Borodine, sindaco e custode della città. Senza le mani, non può guidare la locomotiva, così Kate si offre di pilotarla. Anche in quel caso, Oscar si rifiuta, dato che non ha i documenti che la autorizzano a guidare il treno. Quando Kate viene incaricata da Borodine di riportare a Komkolzgrad la cantante Helena Romanski, Oscar rimane nel treno in attesa che Kate le riporti le mani. 
Durante il concerto, una gabbia gigantesca imprigiona l'anziana cantante. Kate la libera e mentre tentano la fuga, delle sbarre imprigionano la protagonista nel grande edificio. La ragazza consegna le mani di Oscar a Helena, che aiuta l'automa a rimontarle. Anche durante la fuga, si dimostra rispettoso delle regole, dicendo che non può caricare più di due passeggeri a bordo e vuole che abbia il biglietto per Aralbad, ma Kate lo zittisce e lo invita a partire. 
In Syberia 2, ha sempre il solito comportamento e gliene succedono di tutti i colori. Viene rapito insieme a Hans Voralberg dai fratelli Bourgoff, in seguito viene seppellito fra la neve. Quando riparte assieme a Kate per ritrovare Hans, è costretto a fermarsi in una landa ghiacciata e innevata dato che le rotaie sembrano finire lì. In seguito, Kate riesce a trainare il treno fino all'interno della città, poi, racconta ad Oscar il sogno che lei ha fatto. Oscar, sentendosi dire la frase "Bisognerà aprire il suo cuore per me...", capisce che è arrivato il suo momento e saluta la ragazza. Kate inizialmente non capisce, poi si rende conto che, togliendo la chiave nel cuore dell'automa, si smonta, formando un esoscheletro che salverà Hans. Kate assiste alla sua "morte", piangendo. 
Nel terzo capitolo si scopre che Kate ha conservato il suo cuore e lo tiene con sé, come un ciondolo. La ragazza riuscirà a inserirlo in un automa del tutto simile a lui e a farlo ripartire. Oscar diventa molto più disponibile e fornisce alla protagonista anche aiuto materiale, arrivando anche a salvarla da Cantin, che l'aveva sequestrata. Alla fine del gioco, Oscar viene nuovamente disattivato dal Colonnello, che gli toglie il cuore meccanico. Kate riesce a recuperarlo prima di essere portata via.
Nel quarto capitolo della saga, Kate raggiunge la cittadina di Vaghen. Nelle sue indagini alla ricerca di informazioni su Dana Roze, si ritrova nella zona degli antiquari e in uno dei negozi inserisce il cuore di Oscar in un armadillo automa Voralberg. Sotto questa nuova forma, seguirà e aiuterà Kate alla ricerca delle sue origini.

## Anna Voralberg
Anna (16 novembre 1914 - 17 aprile 2002) era la sorella maggiore di Hans. Le informazioni della sua vita vengono menzionate nel suo diario. È diventata amministratrice della Manifattura Voralberg nel 1939, quando morì il padre (doveva essere Hans a dirigerla, ma questi fuggì un anno prima). Nel 2002 circa ha cominciato ad avere molti debiti da parte di banche svizzere, le quali le suggeriscono di vendere la fabbrica agli americani: la Universal Toys Company. Pochi giorni prima l'acquisto della fabbrica, ha mandato una lettera al suo notaio, dicendo che quando arriverà l'avvocato Kate Walker molto probabilmente non sarà più fra loro e quindi gli rivela che Hans non è morto, liberandosi un grosso peso dalla testa, un peso tenuto per quasi 64 anni. La mattina del 17 aprile 2002 muore a 86 anni, facendo diventare Hans legittimo erede della fabbrica. 

In Syberia II, quando Kate entra nel sogno di Hans, si ritrova nella Valadilène del 1932 e la vediamo nei pressi della grotta, dandoci informazioni preziose.
Una sua lettera, indirizzata al padre di Leni Renner (un suo vecchio dipendente) viene ritrovata da Kate in Syberia: The World Before.

## Momo
Un simpatico ragazzino di 11-12 anni che incontriamo nella locanda, preso sotto l'ala di Anna Voralberg. Momo ha qualche problema, forse dovuto ad un'infanzia difficile e poi alla morte di Anna, ma è piuttosto intelligente. All'inizio, lo si vede indaffarato a far coincidere una serie di ingranaggi con una sagoma disegnata su di un tavolo. Quando comincia a dire che Hans è vivo, viene cacciato dal locandiere , e si rifugia nella soffitta della villa di Anna. Kate lo rincontrerà successivamente lì, per poi portarla nelle vicinanze della grotta in cui Hans aveva trovato una bambola a forma di mammuth. Dopo i tre favori che gli si chiedono, sparisce e non lo si rivede più.

## Locandiere
È il locandiere della locanda in cui alloggia Kate a Valadiléne. Lo si incontra all'inizio del gioco, e gli si dovrà chiedere aiuto per portare la valigia di Kate in camera. Inoltre, darà a Kate la notizia della morte di Anna. Dopodiché, gli si può chiedere ciò che è segnato nell'elenco.

## Dr. Alfolter
È il notaio di Anna Voralberg, che probabilmente iniziò la sua carriera negli anni '50. Kate dovrà andare da lui per concludere l'acquisto, anche se arrivata lì, lui dirà che Anna gli ha spedito una lettera in cui rivela che suo fratello Hans è ancora vivo, e alla sua morte sarà l'unico erede della manifattura Voralberg. Ci suggerirà quindi di andarlo a cercare in Siberia e andare al cimitero a trovare qualcosa di utile nella sua bara e ci darà la chiave del cancello che accede alla Villa, la fabbrica Voralberg e la stazione. Dopodiché ci dirà che deve riposare, e Kate deve quindi andare.

## Panettiere
Kate lo incontra mentre va dal notaio di Anna. Gli chiederà se può comprare qualcosa, ma lui le dice che non può darle nulla, essendo chiusi per lutto.

## Giardiniera
Una giardiniera (forse la giardiniera di Anna) che si incontra nel giardino di Villa Voralberg, intenta a strappare erbacce.

## Vecchietto
Un simpatico vecchietto con cui Kate potrà parlare (opzionale) a Valadiléne. Parleranno per poco, dato che Kate è di fretta.

## Parroco Leon Bonnard
Ex - parroco della Parrocchia di Valadilène. Si sa poco di lui: iniziò la sua professione molto giovane. Nel 1938, Rudolph Voralberg (padre di Anna e Hans), venne da lui chiedendogli di consacrare la bara vuota di Hans. Solo dopo la morte del padre, Anna, che per un poco non perse la vita in un incidente, gli rivelò la verità. Lasciò una lettera al suo successore con la rivelazione di questo segreto. Lettera, rimasta nella cappellina della chiesa, ritrovata nel 2002 da Kate.

## Capostazione
È il capostazione della stazione voliera di Barrockstad, nonché custode di un giardino segreto e della voliera. Quando Kate accetta l'incarico di aggiustare il chiosco, capisce che per entrarci ci vuole un uovo del Cuculo dell'Amerzone, ma per recuperarlo deve oltrepassare questi ultimi. Leggendo un libro in biblioteca, scopre che ci vogliono bacche del Sauvignon Forestier dell'Amerzone per allontanarli, e alcuni arbusti si trovano lì a Barrockstad! Il capostazione nega di conoscerli, ma alla fine viene convinto da Kate (perché ha scoperto che lui, il paleontologo dell'Università e i rettori utilizzavano le bacche per farne un buon vino) e gli apre la porta del giardino. Si scuserà dandole una bottiglia di vino dell'Amerzone.

## Barcaioli
Dei barcaioli (marito e moglie) che Kate incontra per andare all'Università. Non è chiaro da dove vengono: il marito parla un mix di italiano, francese, spagnolo, tedesco e inglese. In cambio di 100 dollari, accetteranno di trainare la locomotiva ferma con la loro chiatta. Dopo aver dato loro i soldi, Kate dovrà aiutarli a far passare la chiatta per le chiuse. Poi, la ragazza dovrà attaccare una catena al treno e questo si muove fino al carica-treno. Spariscono dopo aver trasportato il treno. Una cosa strana, è come abbiano fatto ad oltrepassare il Muro, dato che l'unico accesso via acqua è un cancello, però chiuso.

## I Rettori
Sono i tre Rettori dell'Università di Barrockstad, tutti sulla sessantina d'anni e con i baffi, e - come detto da uno di questi - iniziarono la carriera nel 1952, in successione ai loro padri. Convocheranno Kate perché vorrebbero sapere perché il treno è bloccato alla stazione. L'avvocato risponderà alle loro domande e gli chiederà del denaro da dare ai barcaioli per trainare la locomotiva. Dopo una breve riunione, acconsentono in cambio di un lavoretto: riparare il chiosco della musica nel piazzale. A lavoro concluso, si congratuleranno con Kate e le daranno il denaro, chiedendo che il treno venga rimosso subito.

## Professor Cornelius Pons
È l'unico paleontologo dell'Università di Barrockstad, molto interessato ai mammut. Quando era studente, conobbe Hans Voralberg e la cosa che più li accomunava erano i mammut stessi. 

## Alexandre Valembois
(1904-1998) Anziano esploratore, zoologo e studioso di storia naturale francese che passò la vita a dedicarsi alla leggenda dell'uccello bianco dell'Amerzone. Durante una spedizione in America Latina negli anni '30, recuperò l'uovo contenente la futura generazione degli uccelli bianchi, con la speranza di riportarlo in patria e presentarlo ai suoi colleghi, che però lo derisero e non tennero conto delle sue ricerche. L'anziano Valembois si pentirà dell'azione commessa molti anni prima e organizzerà il viaggio di ritorno in Amerzone, l'unico luogo in cui l'uovo deve obbligatoriamente schiudersi per permettere la nascita degli uccelli. Sfortunatamente non è più in grado di compiere un viaggio simile e per questo incarica un giornalista, venuto a intervistarlo, di portare a termine questo compito.
Il personaggio non compare direttamente, in quanto morto prima degli eventi del gioco: viene menzionato in quanto omaggio al precedente lavoro di Sokal, Amerzone: Il testamento dell'esploratore. Valembois è citato dai rettori dell'università in quanto fu lui a portare un raro uccello, il cuculo dell'Amerzone, che col tempo ha provocato disturbi e danni agli altri uccelli presenti nella voliera. Kate troverà un suo libro nella biblioteca. Valembois portò anche le bacche del Sauvignon Forestier dell'Amerzone, il cui piccolo "traffico" per trasformarle in vino verrà scoperto da Kate.

## Studenti
Vari studenti universitari che si vedono a Barrockstad. In tutto ne si vedono cinque. Si può parlare con due di loro: uno in biblioteca e uno fuori dall'università.

## Capitano Malatesta
(1938 circa) Unico guardiano del muro di Barrockstad, successo al padre, Colonnello Malatesta, è nato verso la fine degli anni trenta; difatti, suo padre incontrò il giovane Voralberg di quasi 18 anni, che costruì questa muraglia. Il Capitano non conobbe direttamente Hans (era appena nato), ma gliene parlò molto il padre. È un po' miope; infatti, ha sempre creduto che a Est ci fosse un cavaliere pronto ad attaccarli, quando invece era solo un tronco contorto. Darà il visto per far passare la locomotiva, dopo essersi ricreduto.

## Colonnello Malatesta
(fine 1800 - 1968) Nato probabilmente alla fine dell'800 inizi '900, era il padre del Capitano Malatesta, che conobbe Hans Voralberg, il quale costruì il Muro. Morì nel 1968, in seguito gli successe il figlio.

## Sergueï Borodine
(1950?-2002) Unico custode e direttore del complesso industriale di Komkolzgrad; in passato è stato vittima di un incidente che l'ha lasciato sfigurato, e da quel momento porta una maschera. Si può considerare l'antagonista principale di Syberia. Infatti, quando il treno si è fermato nella zona industriale, ha rubato le mani ad Oscar per impiantarle ad un pianista automa da lui creato. Il suo scopo è di portare lì la famosa cantante Helena Romansky, da cui è ossessionato. Kate accetta di portare lì la donna purché il tizio le ridia le mani. Ma l'uomo non rispetta i patti: durante l'esibizione di Helena, fa calare una gigantesca gabbia che la imprigiona. Kate riesce a liberarla e recupera le mani di Oscar, ma appena la cantante oltrepassa la porta per uscire, delle sbarre impediscono di fare passare anche la protagonista. Borodine piazza anche delle bombe per la miniera, ma quando Kate è riuscita ad uscire, fa apparire delle sbarre di metallo attorno alla gigantesca statua che delimita la stazione. Kate la fa saltare in aria assieme alla città, e probabilmente Borodine è morto nell'esplosione.

## Boris Charov
È un pilota, che Kate incontra nella Base Spaziale. All'inizio è ubriaco, ma dopo che Kate lo fa "rinfrescare", riprende i sensi. Ha conosciuto Hans tempo prima, che costruì un'Ala Volante a molla. Ma l'uomo partì il giorno prima del lancio. Boris dà a Kate la chiave per far partire un dirigibile e permetterle di arrivare ad Aralbad, ma questo non parte a causa di alcuni uccelli. La ragazza chiede aiuto al pilota; egli le rivelerà un segreto solo se gli farà fare un viaggio sull'Ala Volante. Kate riesce a farlo partire, ma prima le rivela di lasciar partire la sua aquila Soyuz.
Riappare nel secondo capitolo, dove si schianta con la sua Ala Volante nelle zone siberiane, salvando Kate dalla morte. Aiuterà la ragazza a farla eiettare vicino al treno, rubato dai fratelli Bourgoff.

## Felix Smetana
È il direttore e receptionista dell'hotel termale Kronsky (appartenente alla catena Edenor) in cui alloggia Helena Romansky. Fedele alle regole e molto educato. Inizialmente ha avuto un contrasto con Kate per aver "rovinato" una fontana di fronte all'albergo, ma dopo essere stato rimproverato da Helena, ha chiesto scusa. Trascorre la maggior parte del tempo a guardare le partite di calcio in una vecchia TV che molto spesso non funziona.

## Helena Romansky
(anni '20-'30 - Aralbad, 5 settembre 2002) È stata una cantante lirica russa, amica del cantante Franck Malcovitch. Quando le sue condizioni di salute cominciarono a peggiorare nel 1981, decise di riposarsi all'hotel termale Kronsky, ad Aralbad dal 10 gennaio 1981. Purtroppo, non fu poi di così grande aiuto. Infatti, dal 4 maggio dello stesso anno, dovette ritirarsi definitivamente e restare all'hotel. Fu qui che incontrò Hans Voralberg, che per lei costruì l'automa James (alla fine del gioco dice che credeva di amarlo).
Nel 2002, Kate le chiede di cantare a Komkolzgrad per Sergueï Borodine, suo grande fan. L'anziana donna inizialmente rifiuta, perché non ha più la grande voce che aveva un tempo. Kate le prepara un cocktail inventato da George barista francese che creò un misterioso intruglio a base di Vodka, Curaçao blu, limone e miele d'acacia liquido, che chiamò Blue Helena. La Romansky negli anni '50 doveva esibirsi a Parigi, ma la sua voce era sparita. George le diede il cocktail e le ritornò magicamente la voce. Kate riprova a fare il cocktail e a Helena ritorna la voce, la stessa voce che aveva cinquant'anni prima. A Komkolzgrad, Borodine la imprigiona in una gigantesca gabbia di metallo, ma grazie a Kate esce sana e salva. Dopo la fuga dalla città, ad Aralbad, vuole dare un ultimo saluto a Kate prima della sua partenza. 
Il 5 settembre dello stesso anno, Helena muore. La notizia della scomparsa verrà annunciata da un giornale a Romansbourg (Syberia II). 

## James
James (1981) è l'infermiere automa dell'hotel Kronsky, creato da Hans Voralberg (è quindi un "parente" di Oscar), esclusivamente per Helena Romansky. Anche se il suo ruolo nella storia è poco importante, non è inutile.

## Frank Malcovitch
Grande amico di Helena Romansky e cantante lirico: i due lavorarono molto assieme, prima che lui decidesse di trasferirsi negli Stati Uniti. Nel 2002 incontrò la mamma di Kate Walker e cominciò una relazione con lei. Il suo aiuto è fondamentale per Kate affinché possa rintracciare Helena Romansky. Non viene più menzionato fino a Syberia: The World Before, quando viene citato e ringraziato calorosamente nel necrologio della madre di Kate per esserle stato accanto nei suoi ultimi momenti.

## Sarah Walker
(Baden, 5 aprile 1938 - New York, 23 agosto 2003) Madre di Kate, chiama spesso la figlia in Syberia per chiederle come sta andando il lavoro, anche se poi comincia a parlare del suo nuovo compagno Frank Malkovitch. In Syberia 2 chiama una sola volta, chiedendo a Kate di tornare a casa, ma la ragazza le dice addio. In seguito è contattata da Marson e lo accusa di essere il responsabile della scomparsa di Kate. Riappare brevemente in Syberia 3, in un incubo di Kate, che accusa la figlia di averla lasciata sola. Muore nel 2003, a causa di una malattia: è solo nel 2004, nel prologo di Syberia: The World Before, che Kate riceverà la notizia della sua morte. Qui compare fisicamente per la prima volta in vari ricordi d'infanzia di Kate. L'anno successivo Kate scoprirà che sua madre in realtà era Anna Roze, la figlia illegittima di Dana e di Leon Kobatis, che fu affidata a una coppia di mercanti d'arte di Vaghen, Adam e Myriam Zimmer, prima che questi partissero per gli Stati Uniti. Alla madre naturale fu detto che la bambina era morta dopo il parto: solamente negli anni ottanta Dana venne a sapere la verità su sua figlia, ma scelse di non conoscerla personalmente in quanto non avrebbe mai potuto far parte della sua vita.

## Richard Walker
Padre di Kate, si menziona poche volte nel primo Syberia (la moglie definisce Kate testardo come lui). Appare in Syberia: The World Before, in una fotografia: si viene a scoprire che è morto quando Kate era una bambina. Il suo nome, sconosciuto fino ad allora, viene rivelato in alcune lettere nei flashback di Kate.

## Edouard Marson
Avvocato di successo, capo di Kate e socio di Lormont. Duro, severo e burbero nei confronti della ragazza, si aspetta che risolva la questione della compravendita in tempi rapidi. Nonostante i modi bruschi, l'uomo la stima molto e in fondo è affezionato a Kate, tanto che mette sulle sue tracce un investigatore privato, Nic Cantin, per poterla riportare a casa. Riappare in Syberia 3, in un incubo di Kate, deluso per le sue azioni.

## Dan Foster
È stato il ragazzo e collega di Kate. Nel periodo in cui Kate è in viaggio, si innamora della migliore amica della ragazza, Olivia Parker. Curioso il fatto che in Syberia 2 non venga più menzionato e il suo numero di telefono non sia più nel cellulare di Kate. Appare in Syberia 3 come uno dei fantasmi di New York durante un incubo di Kate, deluso per le sue azioni. Tra il 2002 e il 2003 lui e Olivia si sposano; la moglie lo menziona in Syberia: The World Before, dicendo che potrà aiutare Kate con i suoi problemi con la giustizia americana.

## Olivia Parker
La migliore amica di Kate. Nel tentativo di tenere su di morale Dan, preoccupato per la sua ragazza, si avvicina molto a lui e se ne innamora. Curioso il fatto che in Syberia 2 non venga più menzionata e che il suo numero di telefono non sia più nel cellulare di Kate. Riappare insieme a Dan come uno dei fantasmi di New York, durante un incubo di Kate.  Nel prologo di Syberia: The World Before, fa recapitare a Kate una lettera in cui le annuncia la morte della madre Sarah Walker, firmandosi Olivia Foster, segno che lei e Dan Foster, l'ex fidanzato di Kate, intanto si sono sposati. Kate avrà modo di contattarla telefonicamente e deciderà di riappacificarsi con lei.

## George
Barman francese, è l'autore del Blue Helena, un cocktail che sarà determinante nell'ultima parte di Syberia. Muore molti anni prima degli eventi di Syberia.

## Colonnello Emeliov
Soldato in pensione, gestisce il negozio presso la stazione di Romansbourg.

## Cirkos
Gestore di un pub di Romansbourg e amico di Hans Voralberg; si prende cura della piccola Malka da quando sua madre è morta.

## Malka
Una ragazzina orfana di madre, una zingara che arrivò a Romansbourg gravemente malata. Di lei si prende cura Cirkos. Malka si rivela di fondamentale aiuto per Kate e le due si affezionano molto l'un l'altra.

## Il Patriarca
A capo del monastero ortodosso di Romansbourg, Kate si rivolge a lui nella speranza di poter curare Hans. L'uomo però non ha alcuna intenzione di aiutarli, in quanto la ricerca di Syberia e dei mammut sono per lui un segreto tabù, e si aspetta che l'uomo muoia quanto prima. Ordina ai suoi monaci, senza successo, di fermare la fuga dei due, una volta che Kate è riuscita a curare Hans.